# Живојин Ракочевић
Живојин Ракочевић (Морача, 1973) српски је књижевник, новинар, публициста и менаџер у култури.

## Биографија
Дипломирао на Филолошком факултету у Приштини а магистрирао је на Универзитету у Београду.
Бивши је главни и одговорни уредник КИМ радија и члан Републичке радиодифузне агенције (2009—2014).
Члан Одбора Агенције за борбу против корупције био је од 2018. до 2020. године. Више од десет година пише за Политику.
Директор је Дома културе Грачаница од 2013. годинe.
Члан је Управе Удружења новинара Србије, а потпредседник УНС-а био је од 2009. до 2013. године. Тренутно је председник УНС-а.
Заједно са др Митром Рељић обилазио је и фотографисао бројна српска гробља, од којих су многа плански уништена, на простору Косова и Метохије. Из тог подухвата настала је књига др Рељић Српска гробља на Косову и Метохији: уништена споменичка и језичка баштина.
Објавио је неколико књига поезије и публикација. Песме су му објављене у националним, регионалним и у једном америчком часопису.

## Награде
- „Бранкова награда” Матице српске[5]
- Награда „Милан Пантић” за истраживачко новинарство и храброст у извештавању о догађајима везаним за погром Срба 17. марта 2004.
- Универзитетска награда Приштине[5]
- Награда „Лазар Вучковић”[5]
- Награда „Кондир косовке девојке”[5]
- Награда „Григорије Божовић”[5]
- Награда „Печат херцега Шћепана”[5]
- Гран при про поет[6]

## Дела
- Богу душу
- Житије камена
- Чекајући метастазу
- Пронађено позориште, монографија[7]
- Повратак у катакомбе, збирка поезије, 1998.[8]
- Глад, збирка поезије, 2010.[9]
- Награђени злочин = Crime rewarded, 2015.[10]